# Арк-ле-Гре
Арк-ле-Гре (фр. Arc-lès-Gray) — коммуна во Франции, находится в регионе Франш-Конте. Департамент — Верхняя Сона. Входит в состав кантона Гре. Округ коммуны — Везуль.
Код INSEE коммуны — 70026.

## География
Коммуна расположена приблизительно в 290 км к юго-востоку от Парижа, в 45 км северо-западнее Безансона, в 50 км к юго-западу от Везуля.
Вдоль южной границы коммуны протекает река Сона.

## Население
Население коммуны на 2010 год составляло 2598 человек.
| 1962 | 1968 | 1975 | 1982 | 1990 | 1999 | 2010 |
| ---- | ---- | ---- | ---- | ---- | ---- | ---- |
| 2729 | 3108 | 3153 | 3220 | 3121 | 2904 | 2598 |

## Администрация
| Период | Период | Фамилия    | Партия | Примечания |
| ------ | ------ | ---------- | ------ | ---------- |
| 1945   | 1965   | Анри Пикар |        |            |
| 1965   | 1977   | Жан Сезар  |        |            |
| 1977   | 1983   | Поль Коке  |        |            |
| 1983   | 2014   | Серж Туло  |        |            |

## Экономика
В 2010 году среди 1550 человек трудоспособного возраста (15—64 лет) 1113 были экономически активными, 437 — неактивными (показатель активности — 71,8 %, в 1999 году было 70,0 %). Из 1113 активных жителей работали 970 человек (525 мужчин и 445 женщин), безработных было 143 (66 мужчин и 77 женщин). Среди 437 неактивных 99 человек были учениками или студентами, 187 — пенсионерами, 151 были неактивными по другим причинам.

## Фотогалерея

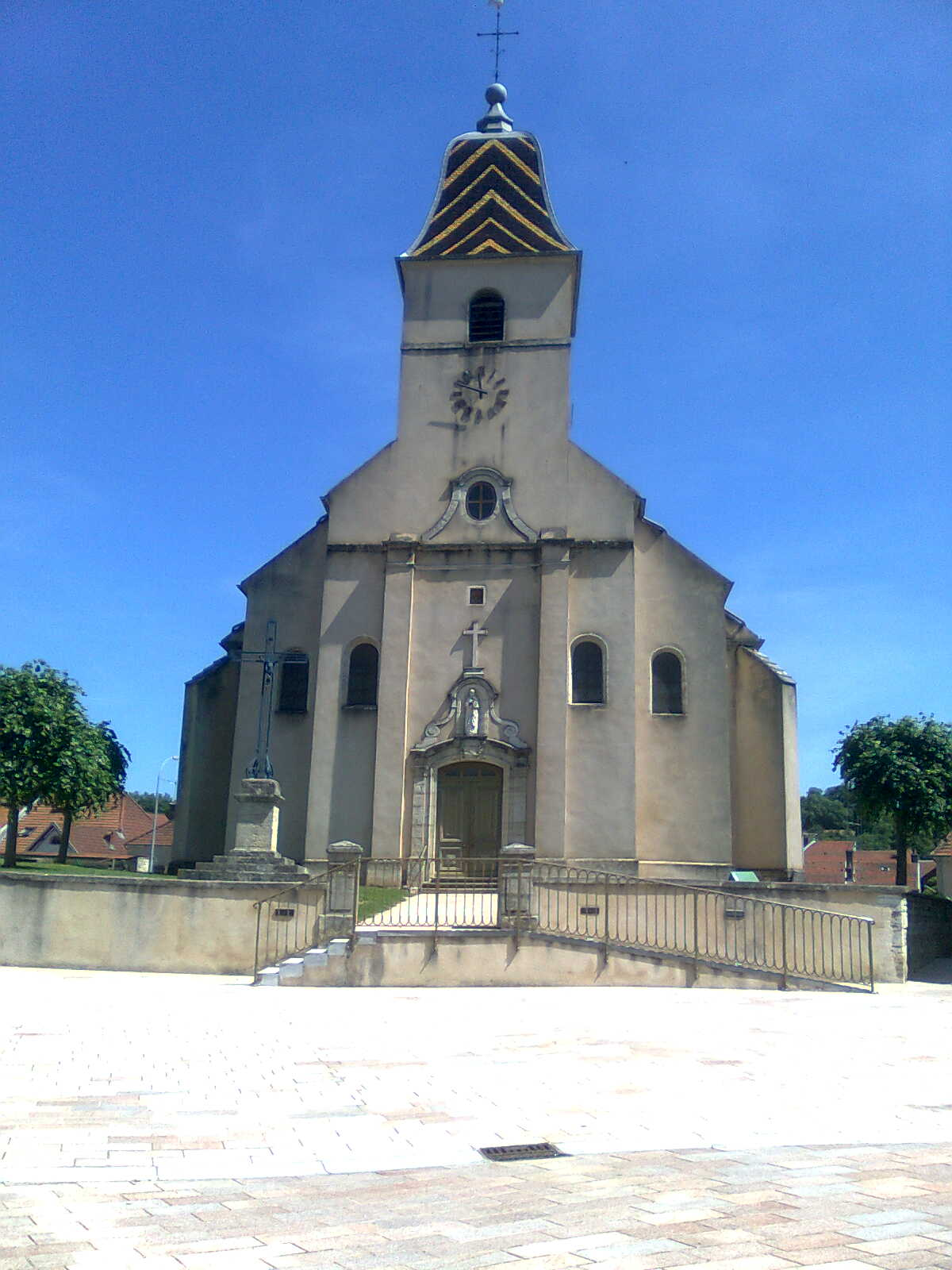
Церковь
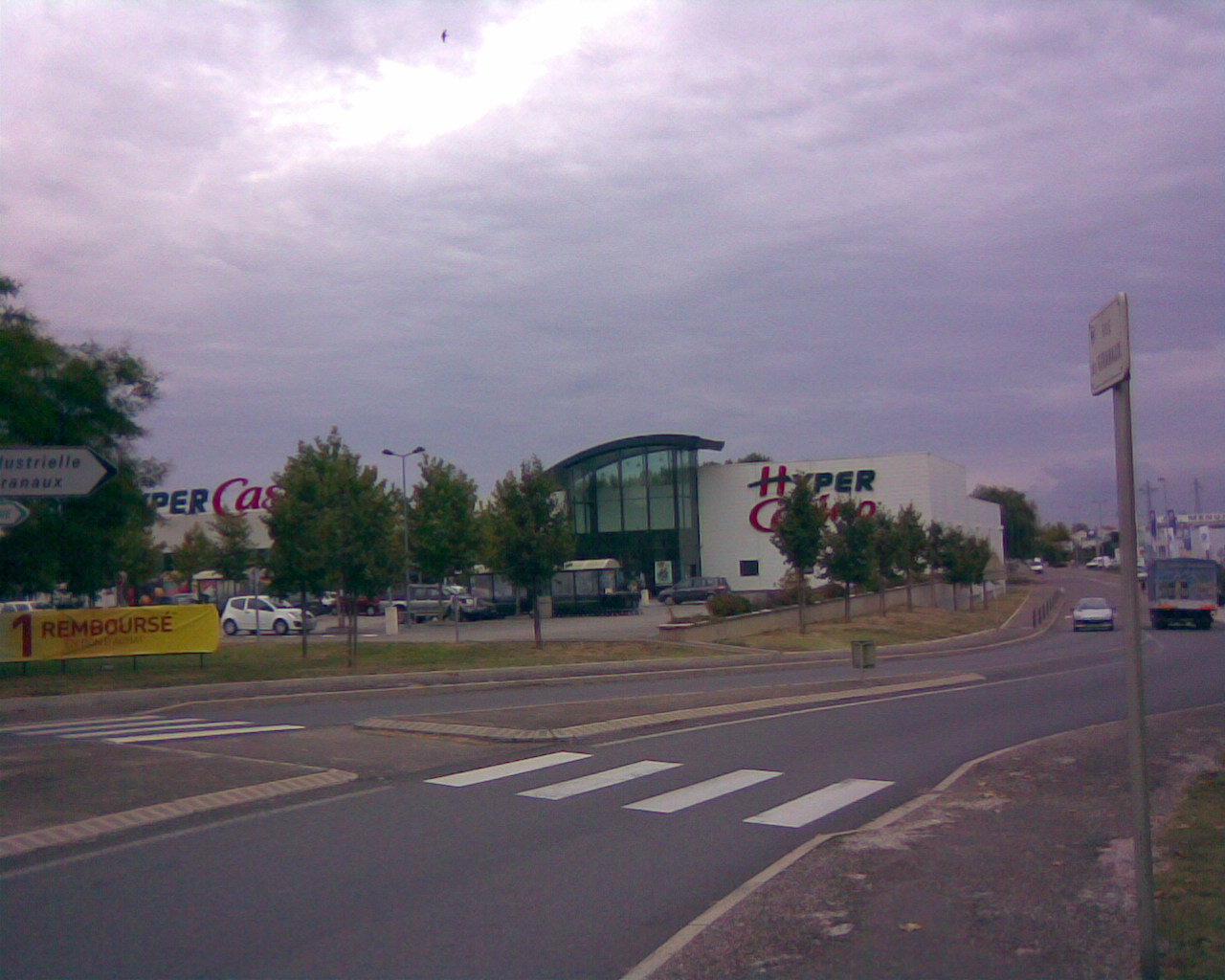
Казино
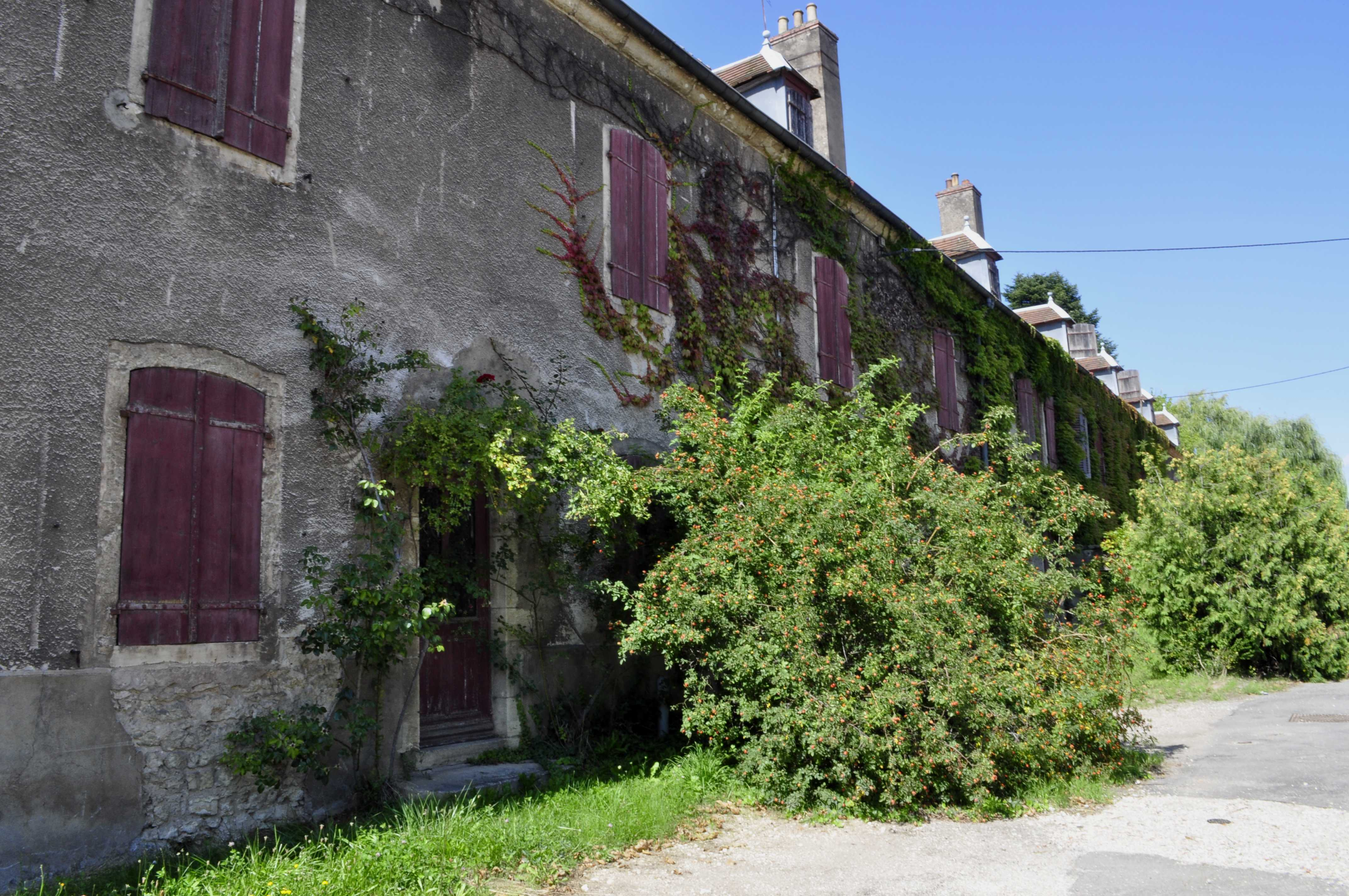
Старый склад
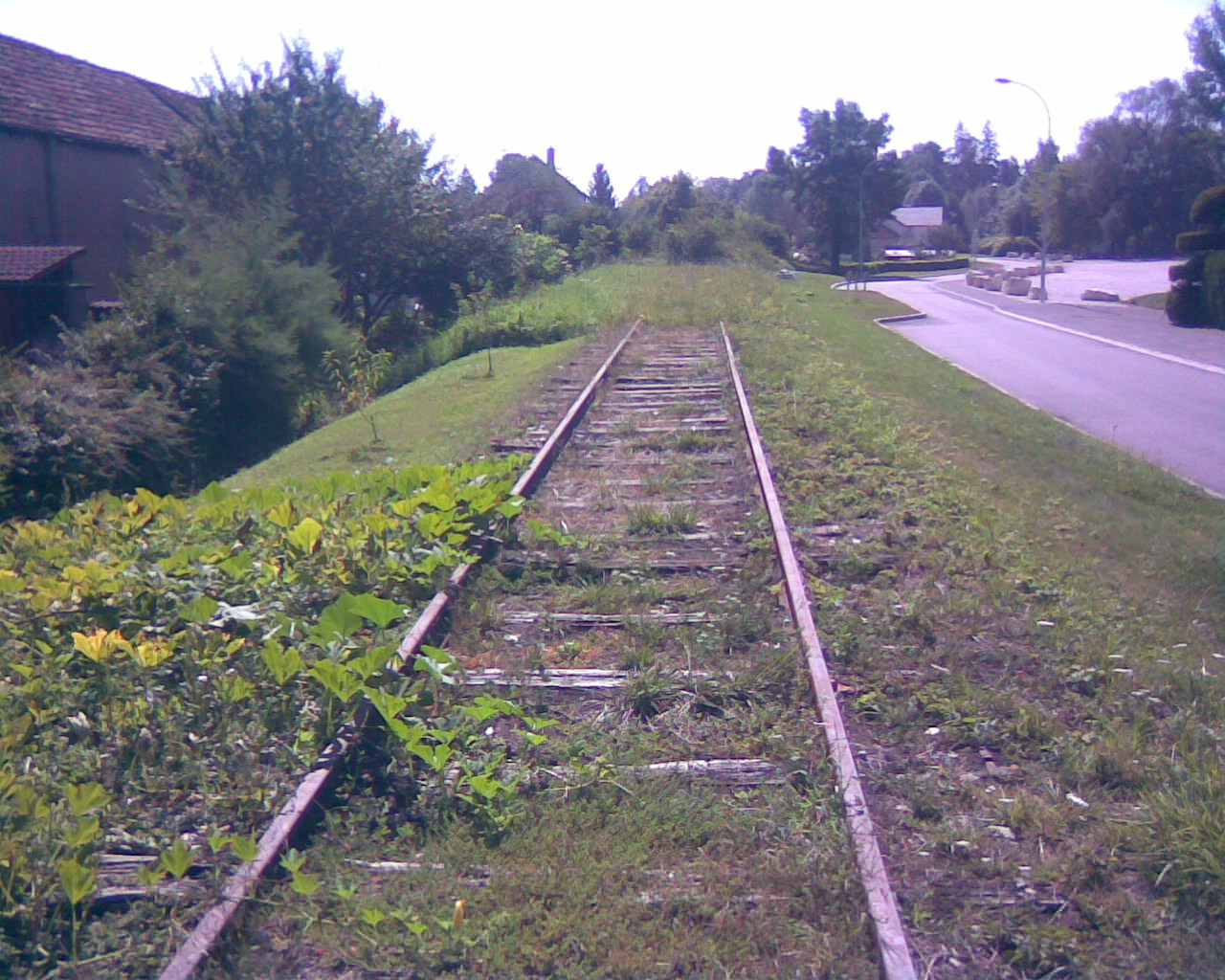
Старая железная дорога